# S.S.D!
「S.S.D!」（エス・エス・ディー）は、yozuca*の17枚目のシングル。2009年8月26日にLantisから発売された。

## 概要
前作「Morning-sugar rays」から約1年ぶりのリリースとなる2009年唯一のシングル。表題曲「S.S.D!」は、テレビアニメ『プリンセスラバー!』のエンディングテーマとして使用された。テレビアニメのタイアップは、「サクラ アマネク セカイ」以来、約1年4ヶ月ぶりとなる。シングル曲としては初めて、収録曲全てをyozuca*が作詞、作曲も担当している。ジャケットには、シャルロット＝ヘイゼルリンク、シルヴィア＝ファン・ホッセン、鳳条院聖華、藤倉優が描かれている。
表題曲『S.S.D!』は、『Sun Shiny Day』の略称である。タイトル決定の過程について、当初は『Sun Shiny Day』というタイトルにする予定であったが、そのままではつまらないと感じたため、それぞれの単語の頭文字を取り、さらにタイアップの『プリンセスラバー!』から『!』を取って、最終的に『S.S.D!』に至ったと説明している。
同曲は、2009年12月31日に行われたキングラン アニソン紅白2009でも歌われた。

## 収録曲
（全作詞・作曲：yozuca*、編曲：黒須克彦）
1. S.S.D! [3:57]
  - テレビアニメ『プリンセスラバー!』エンディングテーマ
2. No ruLe [3:57]
3. S.S.D!（off vocal）
4. No ruLe（off vocal）

## 収録アルバム
| 曲名    | 収録アルバム  | 発売日        | 備考                  |
| ------- | ------------- | ------------- | --------------------- |
| S.S.D!  | stitch museum | 2010年5月12日 | 4thオリジナルアルバム |
| No ruLe | stitch museum | 2010年5月12日 | 4thオリジナルアルバム |